# Rosina Dafter
Rosina Dafter (nacida Fitton) (15 de marzo de 1875 - 9 de junio de 1959) fue una astrónoma y la primera mujer australiana en ser miembro de la Real Sociedad Astronómica. Redescubrió el cometa Pons-Winnecke en 1927 y fue responsable del descubrimiento de estrellas variables que anteriormente no habían sido observadas en la constelación Carina.

## Vida
Dafter nació en Londres, hija de Margaret y Richard Fitton, un fabricante de pianofortes. Fue educada en la Holy Trinity Church School en Londres y comenzó a trabajar como diseñadora de ropa antes de casarse con John Albert Dafter el 20 de noviembre de 1898. La pareja se mudó a Australia en 1910 y se estableció en Northgate con sus dos hijos adoptivos que fueron marineros mercantes. 
Aunque que ella estaba interesada en las estrellas desde la infancia y estudiaba matemáticas como un pasatiempo, no fue hasta su llegada a Australia que Dafter buscó consejo y comenzó a aprender astronomía.
En 1923, Dafter fue elegida miembro de la Asociación Astronómica Británica, que tenía una sucursal en Nueva Gales del Sur. Fue la observadora del sur para la Asociación durante tres décadas, y también fue miembro de la Asociación Astronómica de Nueva Zelanda y de la Asociación Estadounidense de Observadores de Estrellas Variables.
Dafter recopiló los datos de Brisbane como parte de un proyecto de investigación más amplio en el que participaron Broken Hill y Japón, cuyo objetivo era obtener datos fotométricos simultáneos en los tres sitios.
También proporcionó detalles de eventos astronómicos a los periódicos locales, realizó charlas sobre Astronomía y publicó en numerosas revistas.
Dafter falleció en 1959.